# 卡多加普鎮區 (阿肯色州蒙哥馬利縣)
卡多加普鎮區（英語：Caddo Gap Township）是位於美國阿肯色州蒙哥馬利縣的一個行政鎮區。

## 地方資料
卡多加普鎮區的面積為156.99平方千米，當中陸地面積為156.15平方千米，而水域面積為0.84平方千米。根據2010年美國人口普查的數據，當地共有人口872人，而人口密度為每平方千米5.55人。